# Quỹ đạo
Một quỹ đạo hoặc đường bay là đường di chuyển của một vật thể có khối lượng chuyển động trong không gian theo thời gian. Trong cơ học cổ điển, quỹ đạo của một vật được xác định bởi cơ học Hamilton thông qua tọa độ chính tắc; do đó, một quỹ đạo hoàn chỉnh được xác định bởi vị trí và động lượng của vật . Quỹ đạo trong cơ học lượng tử là không xác định do nguyên lý bất định Heisenberg phát biểu rằng vị trí và động lượng không thể đo được đồng thời.
Trong cơ học cổ điển, quỹ đạo có thể là của một vật bị ném hoặc vệ tinh. Ví dụ, nó có thể là một quỹ đạo của hành tinh, một tiểu hành tinh hoặc sao chổi khi nó di chuyển xung quanh một thiên thể trung tâm.
Trong lý thuyết điều khiển, quỹ đạo là một tập hợp các trạng thái của hệ động lực (xem ví dụ Bản đồ Poincaré). Trong toán học rời rạc, một quỹ đạo là một chuỗi {\displaystyle (f^{k}(x))_{k\in \mathbb {N} }} các giá trị được tính toán bởi ứng dụng lặp của ánh xạ {\displaystyle f}đến một yếu tố {\displaystyle x} của nguồn của nó. 
-- Quỹ đạo vật lý --

Minh họa cho thấy quỹ đạo của một viên đạn bắn vào một mục tiêu.

Một ví dụ quen thuộc của một quỹ đạo là đường đi của một viên đạn, chẳng hạn như một quả bóng được ném hoặc đá. Trong một mô hình được đơn giản hóa, vật thể chỉ di chuyển dưới ảnh hưởng của trường lực hấp dẫn đồng nhất..Trong phép tính gần đúng này, quỹ đạo có hình dạng của một hình parabol. Nói chung khi xác định quỹ đạo, có thể cần phải tính đến lực hấp dẫn không đồng nhất và sức cản không khí (lực cản và khí động học). Đây là trọng tâm của định luật đạn đạo.
Một trong những thành tựu đáng chú ý của cơ học Newton là các định luật Kepler. Trong trường hấp dẫn của một khối điểm hoặc khối lượng mở rộng đối xứng hình cầu (như Mặt trời), quỹ đạo của một vật chuyển động là một hình nón, thường là hình elip hoặc hyperbola.  này phù hợp với quỹ đạo quan sát của hành tinh, sao chổi, và tàu vũ trụ nhân tạo, mặc dù nếu một sao chổi đi gần Mặt trời, sau đó nó cũng bị ảnh hưởng bởi khác lực như gió mặt trời và áp suất bức xạ, làm thay đổi quỹ đạo và khiến sao chổi đẩy vật chất vào không gian.
Lý thuyết của Newton sau này đã phát triển thành nhánh của vật lý lý thuyết được gọi là cơ học cổ điển. Nó sử dụng toán học của phép tính vi phân (cũng được Newton khởi xướng khi còn trẻ). Trong nhiều thế kỷ, vô số nhà khoa học đã đóng góp cho sự phát triển của hai ngành này. Cơ học cổ điển trở thành một minh chứng nổi bật nhất về sức mạnh của tư duy duy lý, tức là lý trí, trong khoa học cũng như công nghệ. Nó giúp hiểu và dự đoán một loạt các hiện tượng; quỹ đạo là một ví dụ.
Xét một hạt có khối lượng {\displaystyle m}, di chuyển trong một lĩnh vực tiềm năng {\displaystyle V}. Về mặt vật lý, khối lượng đại diện cho quán tính và trường {\displaystyle V} đại diện cho các lực lượng bên ngoài của một loại cụ thể được gọi là "bảo thủ". Được lực {\displaystyle V} tại mọi vị trí liên quan, có một cách để suy ra lực liên kết sẽ hoạt động tại vị trí đó, đến từ trọng lực. Tuy nhiên, không phải tất cả các lực lượng có thể được thể hiện theo cách này.
Chuyển động của hạt được mô tả bởi phương trình vi phân bậc hai
{\displaystyle m{\frac {\mathrm {d} ^{2}{\vec {x}}(t)}{\mathrm {d} t^{2}}}=-\nabla V({\vec {x}}(t)){\text{ with }}{\vec {x}}=(x,y,z).}
Ở phía bên tay phải, lực được đưa ra theo {\displaystyle \nabla V}, độ dốc của điện thế, được lấy tại các vị trí dọc theo quỹ đạo. Đây là dạng toán của định luật chuyển động thứ hai của Newton: lực bằng với gia tốc khối lượng cho các tình huống như vậy.

## Quỹ đạo trong thiên văn học
Trong thiên văn học, Johannes Kepler có ba định luật về hành tinh và chuyển động của chúng. 
- Định luật Kepler I hay còn gọi là định luật về quỹ đạo chuyển động của các hành tinh với nội dung: Mọi hành tinh đều chuyển động với quỹ đạo hình elip quanh Mặt Trời, trong đó Mặt Trời nằm tại một tiêu điểm. Các hành tinh chuyển động với quỹ đạo nhờ lực hấp dẫn của Mặt Trời.
- Định luật Kepler II hay định luật về tốc độ diện tích quét: Trong chuyển động của một hành tinh, vectơ bán kính từ Mặt Trời đến hành tinh quét những diện tích bằng nhau trong những khoảng thời gian bằng nhau.
- Định luật kepler III hay định luật về chu kì chuyển động: Đối với các hành tinh khác nhau, bình phương chu kì quay của mỗi hành tinh luôn tỉ lệ với luỹ thừa bậc 3 của bán trục lớn (quỹ đạo) của hành tinh đó và bằng một hằng số. Định luật này được biểu diễn bằng công thức:

{\displaystyle c={\frac {I^{2}}{a^{3}}}}, trong đó I là chu kì quay của hành tinh, a là bán trục lớn của quỹ đạo chuyển động, c là hằng số.